# Mieczysław Kielar

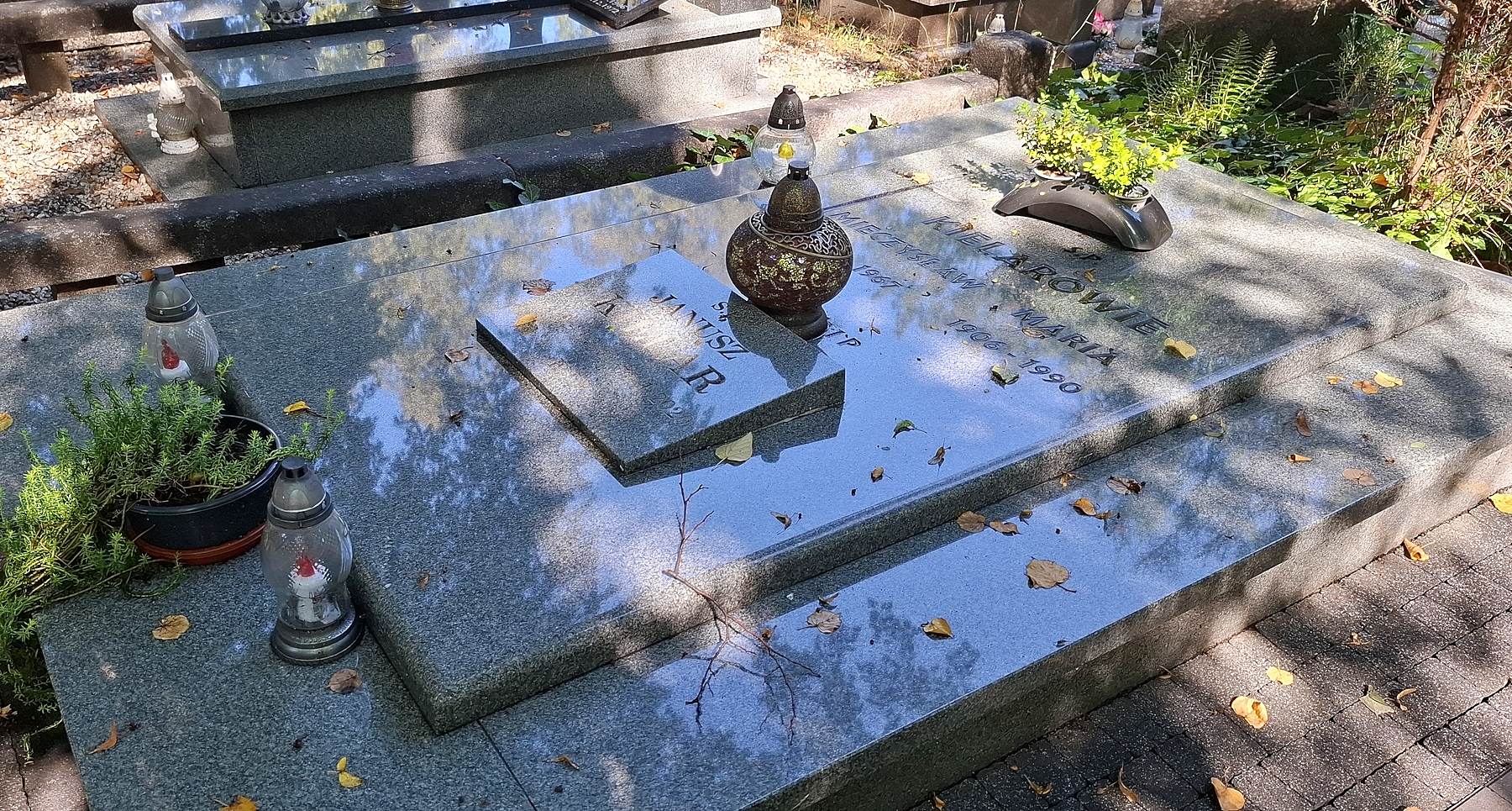
Grób Mieczysława Kielara w Prudniku

Mieczysław Kielar (ur. 1901 w Grębowie, zm. 6 maja 1967 w Prudniku) – polski nauczyciel, działacz oświatowy.

## Życiorys
Pochodził z Grębowa koło Tarnobrzega. Ukończył Gimnazjum Państwowe w Jaśle, po czym objął w 1922 posadę nauczyciela Szkoły Powszechnej w Stawiskach, gdzie pracował do 1928. W latach 1930–1932 ukończył Centralny Instytut Wychowania Fizycznego w Warszawie. Następnie rozpoczął pracę w Łomży, a w latach 1934-1939 pracował w Brześciu nad Bugiem.
W czasie II wojny światowej mieszkał z rodziną w Jaśle. Od 1940 do 1945 był kierownikiem szkoły w Czermnej, gdzie także prowadził tajne nauczanie. W październiku 1945 został przeniesiony do Prudnika, gdzie współtworzył polskie szkolnictwo. Pracował jako nauczyciel, następnie kierownik Szkoły Podstawowej nr 1, a 5 marca 1949 został dyrektorem I Liceum Ogólnokształcącego. Wprowadził liceum na wysoki poziom organizacyjny i naukowy.
Działał w Związku Nauczycielstwa Polskiego. Odznaczony m.in. Złotym Krzyżem Zasługi. Zmarł 6 maja 1967. Został pochowany na cmentarzu komunalnym w Prudniku.

## Upamiętnienie

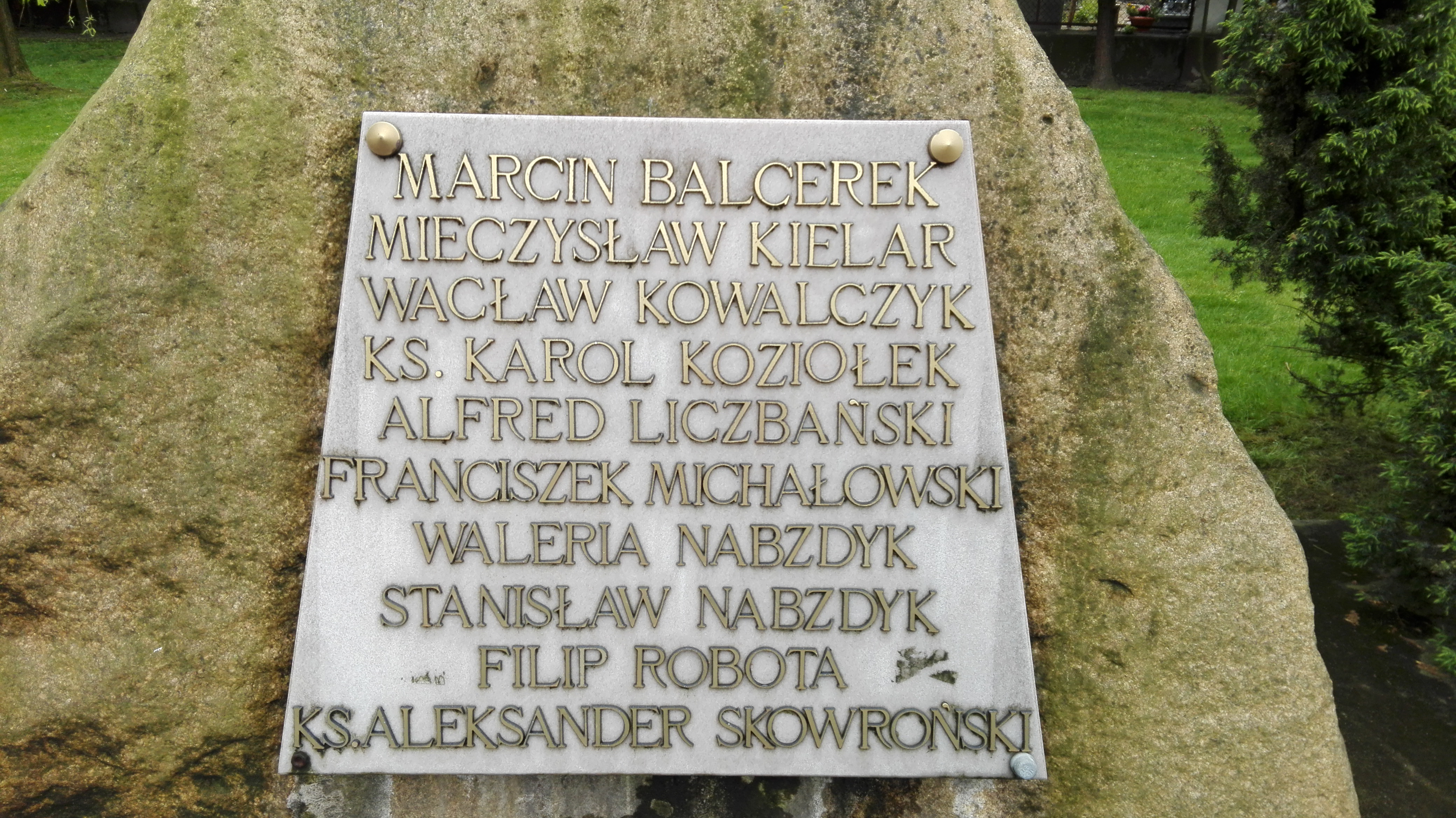
Głaz upamiętniający nauczycieli walczących o polskość Ziemi Prudnickiej

Kielar jest jedną z osób wpisanych na tablicę na Głazie upamiętniającym nauczycieli walczących o polskość Ziemi Prudnickiej w Prudniku.